# Polypodium callophyllum
Polypodium callophyllum là một loài dương xỉ trong họ Polypodiaceae. Loài này được C.H.Wright mô tả khoa học đầu tiên năm 1909.
Danh pháp khoa học của loài này chưa được làm sáng tỏ. 